# نویوایلر
نویوایلر (به آلمانی: Neuweiler) یک شهر در آلمان است که در Calw واقع شده‌است. نویوایلر ۳٬۱۹۱ نفر جمعیت دارد.